# Galgenmarter
Der Galgenmarter ist ein Bildstock bei Pleinfeld, eine Marktgemeinde im mittelfränkischen Landkreis Weißenburg-Gunzenhausen. Er ist unter der Denkmalnummer D-5-77-161-47 als Baudenkmal in die Bayerische Denkmalliste eingetragen.
Der Marter steht im Wald auf der Flur Postwirtsbuck nordöstlich von Pleinfeld an der alten Straße nach Mischelbach unweit der heutigen Nürnberger Straße und der Bundesstraße 2 auf einer Höhe von 386 m ü. NHN. Er ist aus Sandstein, wurde 1603 errichtet und stellt eine Säule mit Bildhäuschen und darunter liegender Inschrift mit Jahreszahl dar. Er hat eine Höhe von 2,25 Metern. Der Marter diente als letzte Möglichkeit für Verurteilte zu beten, wenn sie vom Schloss Sandsee zum Galgen abgeführt wurden.